# Bande Originale du Livre
Bande Originale du Livre es un EP de la banda francesa Mano Negra, editado en 1994. Este EP de edición limitada contiene canciones inéditas, algunas incluidas en el álbum Casa Babylon. Fue lanzado en un formato llamado Picture Disc (disco pintado), junto a un libro biográfico con gran cantidad de fotos. 

## Lista de canciones

### Lado uno
1. "Intro" (Manu Chao) – 0:41
2. "The Monkey" (Mano Negra) – 2:40
3. "Retour À La Civilisation" (Manu Chao) – 3:00
4. "Blood And Fire" (Manu Chao / Mano Negra) – 2:55

### Lado dos
1. "Radio DJ Au Japon: Direct Live" (Manu Chao) – 1:06
2. "On Téléphone" (Manu Chao / Mano Negra) – 1:35
3. "Les Esprits Étaient Déjà Ailleurs" (Manu Chao) – 4:49
4. "Viva Zapata" (Manu Chao) – 2:16

## Créditos
- Manu Chao - Voz principal, guitarra
- Antoine Chao - Trompeta, voz
- Santiago Casariego - Batería, voz
- Philippe Teboul - Percusión, voz
- Daniel Jamet - Guitarra, voz
- Olivier Dahan - Bajo, voz
- Thomas Darnal - Teclados, voz
- Pierre "Krøpöl" Gauthé - Trombón, voz